# Квазиэксперимент

Ква́зиэкспериме́нт (от лат. quasi — кажущийся + эксперимент) — термин обозначает исследования, которые позволяют утверждать причинно-следственную связь двух переменных. Квазиэксперимент сравнивает естественные группы без рандомизированного распределения субъектов исследования. Дизайн исследования определяет ценность причинно-следственных выводов, которые делаются на основе эмпирических данных.
Квазиэксперимент включает в себя основные составляющие достаточных критериев качества, но не позволяет полностью контролировать все экспериментальные составляющие, поскольку, помимо прочего, не проводится рандомизированный отбор проб.

## Причина и следствие в эксперименте
Цель эксперимента — достоверно установить причинно-следственную зависимость, или причинно-следственную зависимость, соответственно. отвечая на вопрос „Влияет ли причинное выражение A на независимую переменную X, произвольно изменяемую обработкой (англ. treatment), на значение W зависимой переменной реакции Y?“. Изменение независимой переменной предшествует измерению зависимой переменной во времени, поэтому только независимая переменная может воздействовать на зависимую переменную. В квазиэкспериментах переменные, которые приводят к альтернативным объяснениям причинно-следственной связи благодаря их влиянию на зависимую переменную, называются смешивающими факторами и должны контролироваться или устраняться соответственно.

## Отличие от других проектов экспериментальных исследований
В отличие от эксперимента, квазиэксперимент не включает рандомизированное распределение испытуемых по экспериментальной и контрольной группам. Экспериментальные объекты выбираются на основе существующих характеристик, таких как социально-демографические характеристики или групповая принадлежность. Квазиэксперимент сравнивает естественные группы, а строгий эксперимент сравнивает случайно выбранные группы.
Отсутствие рандомизации создает смешивающие факторы, поскольку различия между экспериментальной и контрольной группами не могут быть четко отнесены к независимой переменной, что снижает внутреннюю достоверность (валидность). Внутренняя достоверность, как наиболее важный критерий достоверности экспериментов[8], обозначает причинно-следственную связь изменения поведения или характеристики зависимой переменной с изменением независимой переменной. Обеспечение внутренней валидности осуществляется методом рандомизации.[9] Рандомизированное распределение сводит к минимуму или, соответственно, нейтрализует существующие различия между группами как источник смешивающих факторов и, таким образом, действует как средство компенсации статистической погрешности.[10]
Смешивающие факторы могут проявляться в виде самых разнообразных артефактов, таких как неоднозначная временная последовательность, смещение отбора в результате отбора, статистическая регрессия и т. Д. Внутренняя достоверность снижается в большей степени, когда одновременно действуют несколько мешающих факторов.[11] Нарушения внешней достоверности (способности к индуктивному обобщению результатов исследования) в квазиэкспериментах не ожидается.[12] Его отличие от эксперимента ex post facto заключается в рассмотрении так называемого самосбора, при котором Сами испытуемые распределяются в экспериментальные группы.[13]

## Критерии
- Случайное распределение субъектов по исследуемым группам невозможно.
- Внешние изменения можно объяснить как манипулирование независимой переменной, даже если это изменение было вызвано исследователями.
- Проводятся вмешательства, влияющие на зависимую переменную исследования.

## Типы квазиэкспериментальных планов исследования
Регрессионный дизъюнктный анализ (RDA), который основан на использовании переменной назначения для контроля влияния того, была ли применена та или иная техника. В RDA используется переменная назначения X, которая должна быть нормально распределенной и непрерывной, собранной до начала лечения и не коррелирующей с лечением. На основе этой переменной назначения определяется пороговое значение (например, среднее значение). Затем индивидуумы разделяются на контрольную группу и группу лечения на основе этого порогового значения. Чтобы считаться эффектом лечения, дисконтинуитет должен точно происходить при пороговом значении. Любое альтернативное объяснение для дисконтинуитета при пороговом значении должно быть правдоподобным, чтобы можно было объяснить изменение чем-то другим, кроме лечения.
Это лишь несколько примеров квазиэкспериментальных планов исследования, которые могут быть использованы для изучения влияния интервенций или лечения на зависимые переменные. Каждый из этих планов имеет свои преимущества и ограничения, и выбор определенного плана зависит от конкретной исследовательской задачи и доступных ресурсов.

### Квази-экспериментальные планы без контрольной группы
Планы эксперимента без контрольных групп часто используются в полевых исследованиях. В отношении внутренней валидности они подвержены различным ограничениям. Поэтому выводы можно делать только при исключении альтернативных объяснений[1].

#### Одногрупповой план с пред-тестом и пост-тестом с неравноценными зависимыми переменными
В дополнение к зависимым переменным, по которым предполагается изменение в результате вмешательства, собираются зависимые переменные, для которых не ожидается соответствующих изменений. При данном плане предполагается, что помехи одинаковым образом влияют на значения двух групп зависимых переменных. Поэтому возможные искажения внутренней валидности могут быть контролируемыми, и этот план эксперимента может быть использован в различных ситуациях, позволяя каузальные интерпретации результатов[1].

#### Одногрупповой план с повторным вмешательством
Данный план эксперимента применим, когда вмешательства осуществляются, прекращаются и затем возобновляются. При этом реализуются как минимум четыре момента измерения, в течение которых вмешательства временно прекращаются. Данный план эксперимента позволяет анализировать совместную вариацию между вмешательствами и зависимыми переменными во времени. Этот план эксперимента подходит для исследовательских вопросов, которые фокусируются на временных эффектах или не позволяют проводить длительные исследования.
```
предложены следующие подходы к решению проблем в квази-эксперименте:
```

```
   Расширение контроля: Как указано в источнике, квази-эксперименты могут быть расширены путем использования различных техник контроля, таких как использование нескольких зависимых переменных, что увеличивает их информативность.
```

```
   Учет влияния сторонних факторов: Важно учитывать влияние сторонних факторов на зависимую переменную и попытаться изолировать их влияние из результатов измерений.
```

```
   Статистическая гомогенизация: Одним из способов борьбы с проблемой неравенства сравниваемых групп в переменной эффекта до воздействия является статистическая гомогенизация групп. Это может включать идентификацию выбросов при сравнении пре-тестовых данных и их исключение из последующих вычислений.
```

Эти подходы помогают повысить внутреннюю валидность квази-эксперимента и повысить достоверность выводов, полученных при его проведении.